# Lantschyn
Lantschyn (ukrainisch Ланчин; russisch Ланчин/Lantschin, polnisch Łanczyn) ist eine in der Westukraine liegende Siedlung städtischen Typs etwa 60 Kilometer südlich der Oblasthauptstadt Iwano-Frankiwsk und 18 Kilometer südöstlich der Rajonshauptstadt Nadwirna am Fluss Pruth gelegen.

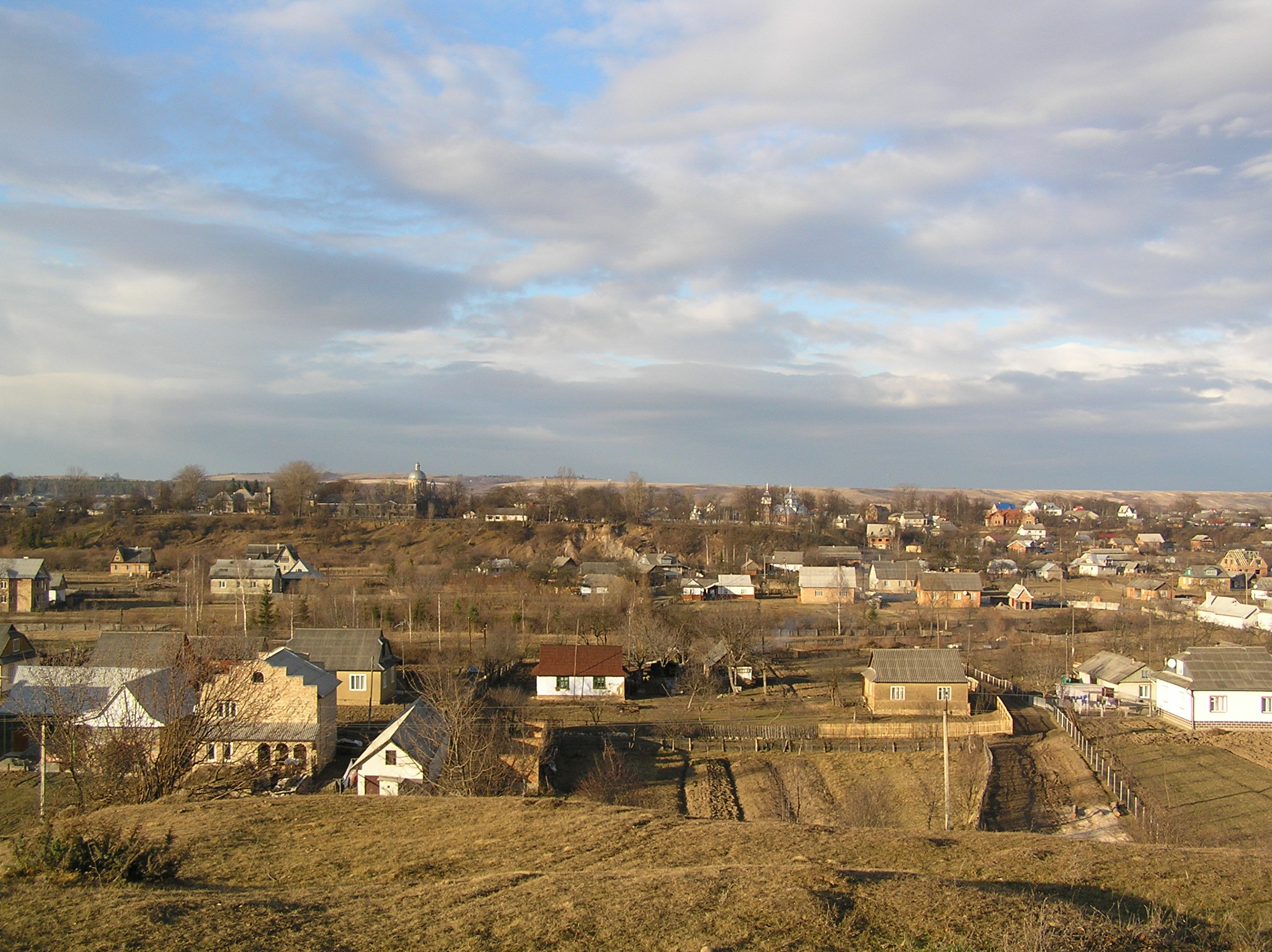
Blick auf den Ort

## Geschichte
Der Ort wurde 1050 zum ersten Mal schriftlich erwähnt, erhielt 1602 das Magdeburger Stadtrecht und gehörte von 1772 bis 1918 unter seinem polnischen Namen Łanczyn zum österreichischen Galizien. Nach dem Ende des Ersten Weltkrieges kam der Ort zu Polen und lag hier ab 1921 in der Woiwodschaft Stanislau, Powiat Nadwórna. Mit Beginn des Zweiten Weltkriegs wurde der Ort erst von der Sowjetunion und ab 1941 bis 1944 von Deutschland besetzt, dieses gliederte den Ort in den Distrikt Galizien ein.
1945 kam der Ort wiederum zur Sowjetunion, dort wurde sie Teil der Ukrainischen SSR und ist seit 1991 ein Teil der heutigen Ukraine. Der nunmehr Lantschin/Lantschyn genannte Ort erhielt während der sowjetischen Zeit 1940 den Status einer Siedlung städtischen Typs verliehen.

## Verwaltungsgliederung
Am 31. Juli 2017 wurde die Siedlung zum Zentrum der neu gegründeten Siedlungsgemeinde Lantschyn (Ланчинська селищна громада/Lantschynska selyschtschna hromada), zu dieser zählten auch das Dorf Dobrotiw, bis dahin bildete sie die Siedlungsratsgemeinde Lantschyn (Ланчинська селищна рада/Lantschynska selyschtschna rada) im Nordosten des Rajons Nadwirna.
Am 13. August 2018 kamen noch die Dörfer Hlynky, Serednij Majdan und Wyschniwzi zum Gemeindegebiet.
Folgende Orte sind neben dem Hauptort Lantschyn Teil der Gemeinde:
| Name                     | Name            | Name                           | Name          | Name |
| ukrainisch transkribiert | ukrainisch      | russisch                       | polnisch      |      |
| ------------------------ | --------------- | ------------------------------ | ------------- | ---- |
| Dobrotiw                 | Добротів        | Добротов (Dobrotow)            | Dobrotów      |      |
| Hlynky                   | Глинки          | Глинки (Glinki)                | Glinki        |      |
| Serednij Majdan          | Середній Майдан | Средний Майдан (Sredni Maidan) | Majdan Średni |      |
| Wyschniwzi               | Вишнівці        | Вишневцы (Wischnewzy)          | Wiśniowce     |      |